# 袁式
袁式（4世紀—467年），字季祖，陳郡陽夏人。東漢司徒袁滂的後代，父親袁淵 是東晉侍中。袁式本為東晉官員，後隨反抗劉裕失敗的荊州刺史司馬休之、雍州刺史魯宗之等人北逃，先後歸降後秦及北魏，在北魏獲奉為上客。

## 生平
袁式在東晉任武陵王司馬遵的諮議參軍。晉安帝義熙十一年（415年），袁式隨司馬休之等人北歸後秦。北魏明元帝泰常二年（417年），因著劉裕發動北伐滅亡後秦，袁式再隨司馬休之等人向北魏請降，北魏以袁式為上客，賜爵陽夏子。
袁式在北魏初見崔浩就與對方互相敬重推崇，而當時崔浩主理北魏朝廷禮儀及典章制度，因為袁式熟知古事，故崔浩每次去草擬新制時都會去問袁式。袁式雖然流寓他鄉，但仍然保持清貧守度，沒有做出有失士人節操的行為，故當時人都很敬重他，稱其為袁諮議。後來袁式曾被雍州刺史、樂安王拓跋範召為從事中郎，但因他推辭而作罷。袁式文靜守道，平日博覽書傳，更偏好《三倉》、《爾雅》這些訓詁學作品，並自己撰寫《字釋》一書，但未寫好就在天安二年（467年）去世。北魏追贈豫州刺史，並諡肅侯。

## 子女
- 袁濟，襲爵，魏郡太守，加寧遠將軍。劉昶於太和十八年（494年）以大將軍開府後，任其諮議參軍。有子袁洸及袁演[1]

## 延伸阅读
[在维基数据编辑]
 《魏書/卷38》，出自魏收《魏书》
 《北史/卷027》，出自李延壽《北史》